# Dieu et mon droit

Khẩu hiệu xuất hiện trên một cuộn bên dưới tấm khiên trên phiên bản Vương gia huy Vương quốc Anh được sử dụng ngoài Scotland.

Chúa và quyền của tôi (Dieu et mon droit, phát âm tiếng Pháp: [djø e mɔ̃ dʁwa], tiếng Pháp cổ: Deu et mon droit, tiếng Anh: God and my right), là khẩu hiệu của Quốc vương Vương quốc Anh. Nó xuất hiện trên một cuộn bên dưới tấm khiên phiên bản vương gia huy Vương quốc Anh. Phương châm được cho là lần đầu tiên được sử dụng bởi Richard I (1157–1199) như một tiếng hô xung trận và được cho là ám chỉ đến tổ tiên người Pháp của ông (thực sự là ông nói tiếng Pháp và Occitan nhưng chỉ biết tiếng Anh cơ bản) và khái niệm về quyền cai trị thiêng liêng của quốc vương. Nó đã được sử dụng làm khẩu hiệu hoàng gia của Anh bởi vua Henry V (1386–1422) với cụm từ "và quyền của tôi" đề cập đến yêu sách của ông bằng cách hạ bệ vương thất Pháp.

## Ngôn ngữ
Khẩu hiệu là tiếng Pháp cho "Chúa và quyền của tôi", có nghĩa là vua "Rex Angliae Dei gratia": Vua nước Anh nhờ ơn Chúa. Nó được sử dụng để ám chỉ rằng quốc vương của một quốc gia có quyền cai trị (thần thánh) do Chúa ban cho.
Đối với quốc huy của Vương quốc Anh có phương châm tiếng Pháp thay vì tiếng Anh không có gì lạ, vì tiếng Norman Pháp là ngôn ngữ chính của triều đình Anh và giai cấp thống trị tuân theo sự cai trị của William I của Normandie và sau đó là Plantagenet. Một cụm từ tiếng Pháp cổ khác cũng xuất hiện trong thành tích đầy đủ của Hoàng gia huy. Khẩu hiệu của Huân chương Garter, Honi soit qui mal y pense ("xấu hổ cho bất cứ ai nghĩ sai"), xuất hiện trên mặt trước của một chiếc garter đằng sau tấm khiên. Chính tả tiếng Pháp hiện đại đã thay đổi honi đến honni, nhưng khẩu hiệu chưa được cập nhật.

## Các bản dịch khác
Dieu et mon droit đã được dịch theo nhiều cách, bao gồm "Chúa và quyền của tôi" (God and my right), "Chúa và cánh tay phải của tôi" (God and my right hand), "Chúa và quyền hợp pháp của tôi" (God and my lawful right), và "Chúa và quyền của tôi sẽ tôi bảo vệ" (God and my right shall me defend).
Bản dịch theo nghĩa đen của Dieu et mon droit là "Chúa và quyền của tôi". Tuy nhiên, "Kearsley's Complete Peerage", xuất bản năm 1799, dịch nó có nghĩa là "Chúa và cánh tay phải của tôi" (trong tiếng Pháp chuẩn sẽ là Dieu et ma main droite, chứ không phải mon droit). Tập Kearsley xuất hiện trong lần xuất bản ấn bản đầu tiên (1796–1808) của tiếng Đức Brockhaus Enzyklopädie, trong đó nhấn mạnh việc giơ "tay phải" trong lễ cài đặt và đăng quang của các vị vua Đức.
Encyclopédie của Diderot liệt kê khẩu hiệu là Dieu est mon droit, mà Susan Emanuel đã dịch là "Chúa là quyền của tôi".

## Sử dụng như khẩu hiệu hoàng gia
Dieu et mon droit thường được sử dụng làm phương châm của các quốc vương Anh, và sau đó là các quốc vương Anh, kể từ khi được Henry V áp dụng. Nó lần đầu tiên được sử dụng như một tiếng kêu xung trận của vua Richard I vào năm 1198 tại Trận Gisors, khi ông đánh bại lực lượng của Philippe II của Pháp và sau khi ông biến nó thành khẩu hiệu của mình. Niềm tin ở châu Âu thời trung cổ không phải là chiến thắng sẽ tự động nghiêng về phía quân đội tốt hơn mà là, giống như thử thách cá nhân bằng chiến đấu, nghiêng về phía mà Chúa xem xét bằng sự ưu ái. Do đó, Richard đã viết sau chiến thắng của mình "Không phải chúng tôi đã làm điều đó mà là Chúa và quyền của chúng tôi thông qua chúng tôi". Vì vậy, sau những chiến thắng của ông trong các cuộc thập tự chinh "Richard đã nói những gì ông tin là sự thật khi nói với Hoàng đế La Mã Thần thánh: 'Tôi được sinh ra trong một cấp bậc không công nhận cấp trên nào ngoài Chúa'".

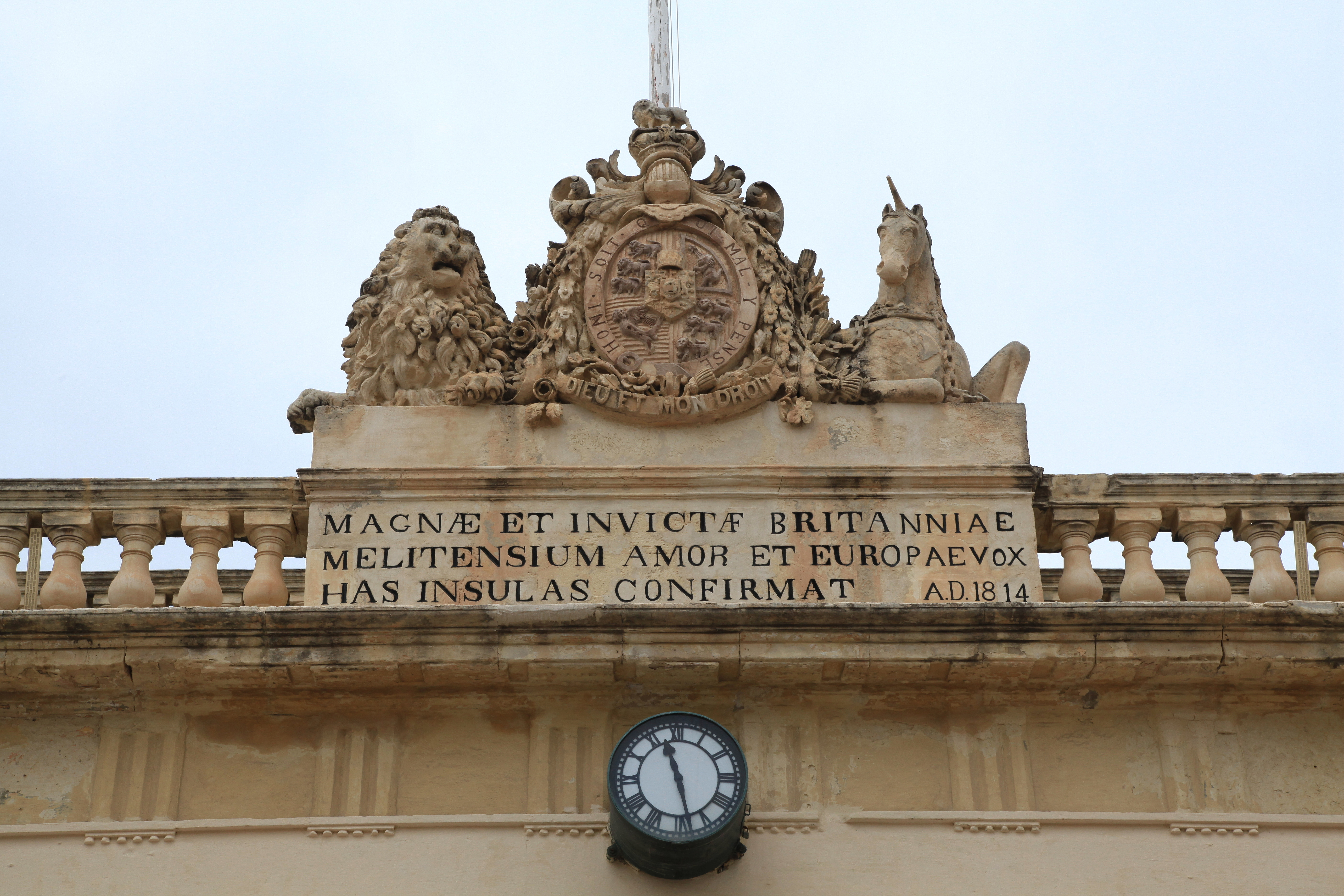
Quốc huy của Anh với khẩu hiệu Cảnh vệ chính ở Valletta, Malta

Ngoài ra, Hoàng gia huy có thể mô tả khẩu hiệu cá nhân của quốc vương. Ví dụ: Elizabeth I và Nữ hoàng Anne thường được trưng bày Semper Eadem; tiếng Latinh có nghĩa là "Luôn luôn giống nhau", và Beati Pacifici được mô tả bởi James I, Tiếng Latinh có nghĩa là "Phúc cho những người kiến tạo hòa bình".

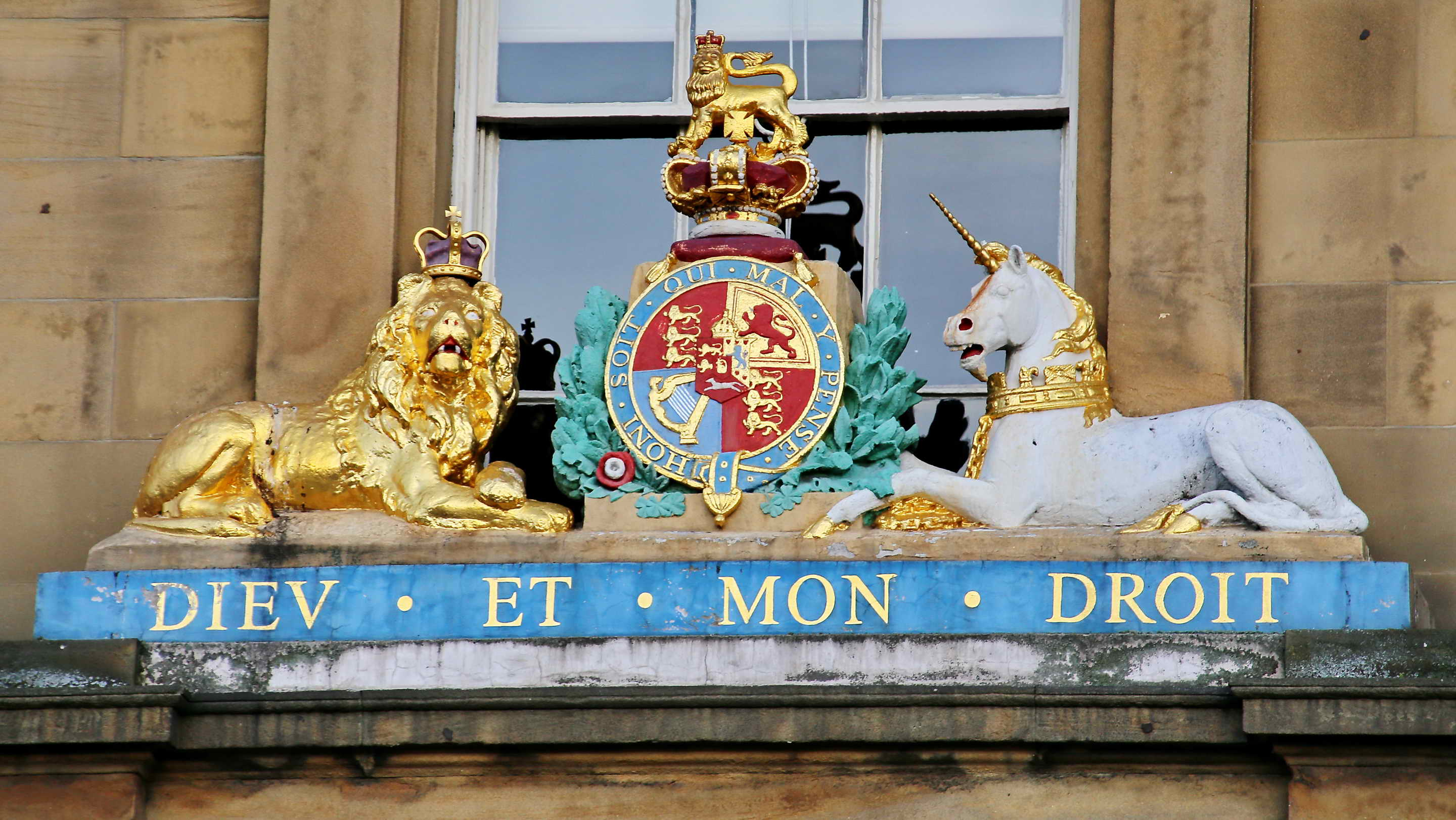
Dieu et mon droit trên Nhà hải quan ở thành phố Newcastle trên sông Tyne (1766)